# 剑叶卷柏
剑叶卷柏（学名：Selaginella xipholepis），为卷柏科卷柏属下的一个植物种。